# Kramersmolen
De Kramersmolen (Fries: Kramersmole, Kramersmûne) is een poldermolen die staat in het zuidelijke gebied van de Friese stad Leeuwarden, dat in de gelijknamige Nederlandse gemeente ligt.

## Beschrijving
De Kramersmolen en de Molen Hoogland stonden vroeger samen bij Wirdum, waar ze vlak bij het Van Harinxmakanaal de polder Wirdumer Nieuwland bemaalden. Ze raakten in verval nadat ze deze functie hadden verloren. De beide spinnenkopmolens werden in 1985/1986 eigendom van de Stichting De Fryske Mole, die ze liet verhuizen naar een plaats ongeveer twee kilometer ten westen van Goutum aan de Zwette, om ze daar te restaureren. In 2002 werd de restauratie van de Kramersmolen voltooid. Het herstel van de Molen Hoogland was in 2004 klaar. Beide molens zijn maalvaardig en kunnen op afspraak worden bezichtigd.
De molen heeft een oud-hollands gevlucht met houten roeden. De bovenas is eveneens van hout. De molen wordt gevangen (geremd) met een vlaamse vang, die wordt bediend met een trekvang.
Het water wordt opgevoerd met een driegangige vijzel. De vijzel heeft een doorsnede van 68 cm. De vijzel kan 81 liter water per schroefomwenteling opvoeren. Bij 100 enden (25 omwentelingen per minuut) van de bovenas kan de molen 215 kuub water per uur uitmalen.
81 × 25 × 1,77 = ~3.585 liter per minuut. 3.585 × 60 is 215.000 liter per uur.